# Municipio de Bloomenfield
El municipio de Bloomenfield (en inglés: Bloomenfield Township) es un municipio ubicado en el condado de Stutsman en el estado estadounidense de Dakota del Norte. En el año 2010 tenía una población de 34 habitantes y una densidad poblacional de 0,36 personas por km².

## Geografía
El municipio de Bloomenfield se encuentra ubicado en las coordenadas 46°44′51″N 99°16′47″O / 46.74750, -99.27972. Según la Oficina del Censo de los Estados Unidos, el municipio tiene una superficie total de 93.3 km², de la cual 88,78 km² corresponden a tierra firme y (4,84 %) 4,51 km² es agua.

## Demografía
Según el censo de 2010, había 34 personas residiendo en el municipio de Bloomenfield. La densidad de población era de 0,36 hab./km². De los 34 habitantes, el municipio de Bloomenfield estaba compuesto por el 100 % blancos. Del total de la población el 0 % eran hispanos o latinos de cualquier raza.